# Космос-2387
Космос-2387 је један од преко 2400 совјетских вјештачких сателита лансираних у оквиру програма Космос.
Космос-2387 је лансиран са космодрома Плесецк, Русија, 25. фебруара 2002. Ракета-носач Сојуз је поставила сателит у орбиту око планете Земље. 